# Karvasalo
Karvasalo är en ö i sjön Saimen och i kommunen Villmanstrand i landskapet Södra Karelen, i den södra delen av Finland, 220 km nordost om huvudstaden Helsingfors. Öns area är 1,78 kvadratkilometer och dess största längd är 1,8 kilometer i öst-västlig riktning. Luhtasaari utgör en udde som sticker ut åt väster.